# Esteban Ríos Cruz
Esteban Ríos Cruz, (16 de junio de 1962, Asunción Ixtaltepec, Oaxaca). Poeta y profesor binnizá, miembro del Sistema Nacional de Creadores de Arte del FONCA, quien ha escrito múltiples textos en zapoteco y español y participado en diversos encuentros y festivales de literatura en lenguas, como el Festival de Poesía "Las Lenguas de América", Carlos Montemayor. Fue acreedor al Premio Nacional de Literatura Nezahualcóyotl en su edición 2018 y Premio Internacional de Literaturas Indígenas de América, 2014. 

## Biografía
Esteban Ríos Cruz nació el 16 de junio de 1962, en Asunción Ixtaltepec, Oaxaca. Fue becario del Fondo Nacional para la Cultura y las Artes (FONCA) en el programa de Escritores en Lenguas Indígenas (1996-1997; 2003-2004; 2006-2007), miembro del Sistema Nacional de Creadores de Arte (SNCA) (2009-2011; 2013-2015)", y de la Asociación de Escritores en Lenguas Indígenas (ELIAC).
Es egresado de la Escuela Normal Urbana Federal del Istmo;  cursó la Especialidad en Lengua y Literatura en la Escuela Normal Superior de la Universidad Autónoma de Guerrero; realizó sus estudios de maestría en Desarrollo Educativo en la Escuela Superior de Ciencias de la Educación en la Universidad de Puebla, y de doctorado en Ciencias de la Educación en la Universidad Santander, en Oaxaca.
Es docente en la Escuela Normal Urbana Federal del Istmo, y coordinador de los Cursos: Prácticas sociales del lenguaje; Producción de textos escritos; Procesos de alfabetización inicial y Estrategias didácticas con propósitos comunicativos.
Es colaborador en Guchachi’ Reza, Pagine: Revista di Poesía Internazionale, La Casa del Tiempo, Ojarasca, Revista Iguana Azul y Tierra Adentro, y en los periódicos Noticias: Voz e Imagen de Oaxaca y El Sur: Diario Independiente del Istmo". "Es director de la revista Siete Venado y asesor permanente del Programa Nacional de Actualización Permanente de Maestros de Educación Básica en Servicio (PRONAP) en el Centro de Maestros de Juchitán de Zaragoza, Oaxaca".

## Premios
- Premio Nezahualcóyotl de Literatura en Lenguas Mexicanas, 2018.
- Premio de Literaturas Indígenas de América (PLIA), 2014.[4]
- Premios CaSa en creación literaria en lengua zapoteca, 2012.
- Premio Casa de la Cultura Oaxaqueña, 1984.
- Premio Normalista de poesía, 1981 y 1982.
- Premios Casa de la Cultura de Ixtepec, 1981.

## Obras

### Libros
- Desandar la memoria (1984). México : Casa de la Cultura de Juchitán.
- Canción en vigilia (1999). México : Praxis.
- Dxi gueela gaca’ diidxa = Cuando la noche sea palabra (2006). México : Consejo Nacional para la Cultura y las Artes, Dirección General de Culturas Populares e Indígenas.
- Ubidxa xti’ galaa dxi = Sol de mediodía (2008). México : PACMYC Unidad Regional Tehuantepec.
- Ca diidxa' guchendú = Palabras germinadas (2008). México : Comisión Nacional para el Desarrollo de los Pueblos Indígenas.
- Ca xquelaguidi dxizezá = Los huaraches del tiempo (2011).
- Xaniaa gueela’ = Al pie de la noche (2014). México : Secretaría de Educación Pública : Consejo Nacional para la Cultura y las Artes, Fondo Nacional para la Cultura y las Artes.
- Ca guichu’ guendarieedasiló = Las espigas de la memoria

### Antologías poéticas
- Palabra amurallada (1988). México : Casa de la Cultura Oaxaqueña.
- Luz de luna: premios de la Casa de la Cultura Oaxaqueña (Siete Venado, 1990)
- Palabra reunida
- Con el alba en los hombros. Primer encuentro de poetas del Istmo Mexicano (Acayucan, Ver., 19 y 20 de diciembre de 1987)
- 76 poetas en Generación: antología poética de la Revista Generación (Praxis, 2000)
- Diidxa' Biaani', Diidxa Guie' = Palabras de luz, palabras floridas
- Laguna superior: poetas del Istmo Oaxaqueño (Gubidxa Soo, 2008)
- México: diversas lenguas, una sola nación. Antología de poesía en lenguas indígenas. Tomo I (ELIAC, 2008)